# Cerebral Caustic
Cerebral Caustic — восемнадцатый студийный альбом британской рок-группы The Fall, записанный в Лондоне в конце 1994 года с продюсером Майклом Беннеттом и выпущенный 27 февраля 1995 года записывающей компанией Cog Sinister (via Permanent Records). 11 марта Cerebral Caustic поднялся до #67 в UK Albums Chart.

## История
Альбом был ознаменован возвращением в состав (как оказалось, временным) гитаристки Брикс Смит, покинувшей The Fall в конце 1989 года. Она стала соавтором пяти из 12 треков альбома.
«Она позвонила мне полтора года назад. После развода я не разговаривал с ней два с половиной года. Она явилась просто-таки даром свыше, по правде говоря, потому что в то время я как-то совсем утух. Стал опускаться…Всё надоело», — признавался Смит. «Я сказала: если хочешь, чтобы мы снова поработали вместе, я готова. И он позвонил мне! У нас ведь не было какого-то ужасного разрыва. Было тяжело, но мы знали, что сможем в любой момент позвонить друг другу по любому поводу. Я ушла, поработала на стороне, выпустила это из себя…», — говорила Брикс.
Альбом ознаменовал отход группы от прежнего, «технологического» звучания, и возвращение заостренного гитарного звука и живых барабанов. Рецензенты отметили при этом, что «вокал Марка лишен реверберации и свободно тонет в грохоте, создаваемом группой». Отход от использования «технологического» подхода, по словам Смита, был «осознанным, потому что всё стало размыто, в том процессе записи, который мы использовали. В студиях сейчас сплошные компьютеры, а им свойственно терять ход мысли». «Если бы не вернулись Брикс и Карл, наверное, я бы вообще остановился… Я сказал это музыкантам: нам не нужны эти драм-машины. В группе два лучших барабанщика мира на мой взгляд и один из лучших бас-гитаристов, так что какой смысл? Будем использовать их только для эффектов», — говорил Смит.
По словам Смита, «работа шла быстро но напряженно: недели три мы провели в этой маленькой лондонской диско-студии… Продюсер Майк Беннетт очень хорош, он ведь записывал The Sweet, когда было ему лет 17, так что понимал, что мне нужно. Он смог получить барабанный звук. И ударные в этом альбоме абсолютно превосходны». На вопрос о том, знаком ли он сам со студийным процессом, Смит отвечал: «Я просто стою за спиной у продюсера и на него покрикиваю».
«По правде говоря альбом очень дневникового свойства, а для меня это время не было очень уж приятным. Сейчас все нормально, но я подумал, неплохо было бы разделаться с этим как можно быстрее», — говорил Смит об альбоме в интервью The Scotsman. Рецензент Алистер Мабботт отметил, что Брикс, вернувшись, привнесла с собой и прежний мелодизм, оговриваясь: «…правда её бывший муж саботирует этот <фактор> всеми силами, особенно в самом странном треке 'Bonkers In Phoenix', где её партия ускорена и бомбардируется ядрами уродливого синтезаторного звука». Cerebral Caustic оказался коммерчески менее успешным, чем предшественник, и был невысоко оценен критикой.
Пластинка ознаменовала начало очередного этапа бурных перемен в составе The Fall. Смит, никого не увольнявший с 1990 года сначала письмом уведомил Дэйва Буша о том, что отказывается от его услуг, а затем, в конце года, во время записи сингла «The Chisellers», уволил гитариста Крэйга Скэнлона, который провел в группе 16 лет и стал соавтором более 120 её песен.

## Отзывы критики
Как писал Нед Раггетт, рецензент Allmusic, в музыкальном отношении Cerebral Caustic продолжал начатое в Infotainment Scan и являл собой соединение новых техно-оттенков с отсылками к глэм-року, выполненными в привычной стилистической манере. «…Группа в целом находится в хорошем настроении; Смит, разве что, звучит несколько отчуждённо, но компенсирует это неожиданными вокальными решениями». Самой странной песней Раггет называет «Bonkers in Phoenix», самой яркой — «Don’t Call Me Darling».

## Список композиций
| 1. «The Joke» (Mark E. Smith/Brix E. Smith) — 2:49 2. «Don’t Call Me Darling» (M. Smith/Craig Scanlon) — 3:35 3. «Rainmaster» (M. Smith/B. Smith) — 3:27 4. «Feeling Numb» (M. Smith/B. Smith) — 2:45 5. «Pearl City» (M. Smith/Karl Burns/Mike Bennett) — 2:46 6. «Life Just Bounces» (M. Smith/Steve Hanley/Scanlon) — 4:47 7. «I’m Not Satisfied» (Frank Zappa) — 2:56 8. «The Aphid» (M. Smith/Hanley/Scanlon/Simon Wolstencroft/B. Smith) — 2:46 9. «Bonkers In Phoenix» (M. Smith/B. Smith) — 6:02 10. «One Day» (M. Smith/Dave Bush) — 3:31 11. «North West Fashion Show» (M. Smith/Burns) — 3:30 12. «Pine Leaves» (M. Smith/Burns/Hanley/Scanlon) — 3:40 | 1. «Glam Racket — Star» 2. «Jingle Bell Rock» 3. «Hark the Herald Angels Sing» 4. «Numb at the Lodge» 5. «One Day» 6. «Rainmaster» 7. «Feeling Numb» 8. «The Joke» 9. «Don’t Call Me Darling» 10. «Pearl City» 11. «Life Just Bounces» 12. «I’m Not Satisfied» 13. «The Aphid» 14. «Bonkers in Phoenix» 15. «One Day» 16. «Bonkers in Phoenix» 17. Mark E. Smith and Brix Smith promo interview Бонус-треки перевыпуска 2006 года были собраны на втором диске; первый полностью дублировал оригинальный релиз. |  |

### Комментарии к песням
- The Aphid. Песня («Сделай шесть шагов назад/Посркеби по ковру/Посади тлю в колбу») была написана Смитом по мотивам романа Филипа К. Дика «A Scanner Darkly», герою которого мерещится, будто он покрыт тлёй. Дика Смит называл своим любимым писателем. Строчку о «шести шагах» автор объяснял так: «Всё вышло так хорошо, потому что <работники студии> хорошо знали все танцевальные жанры, в частности, то что существовало между рок-н-роллом и Beatles… ну, вроде твиста, только более странное. Я спросил их: как это? — а они: Take a bar six, take a bar six… Что такое bar six, знает кто-нибудь?». Таким образом, «The Aphid» «…это танцевальный степ, как если бы ты выцарапывал тлю из ковра и клал её в пробирку?» (уточняла корреспондентка) — «Именно это делали бы герои Дика, наркоманы 1962 года: возможно, так будет понятнее»[4], — уточнял Смит.
- Bonkers At Phoenix. Обозревательница The Lizard назвала песню «несомненно лучшим треком» альбома. «Сначала я думала: ах! — лучшую мелодию в альбоме так изуродовали. Но потом поняла: это же звуковое воспроизведение фестивального опыта; звучание рок-группы, утоньшенной до парообразного состояния и рассеянной по ветру с пыльцой постороннего шума, плывущего тут же. Смелое решение, даже по фолловским стандартам», — писала Люси Нейшн. — «Да, таков мой фестивальный опыт. Не слышу ничего, кроме людей, которые кричат на тебя в мегафоны»[4], — соглашался Смит. Он же рассказал в интервью о том, что фолк-группа из Солфорда, исполняющая музыку XVII века, испросила разрешение на запись кавер-версии этой песни… акапелла[4].

## Участники записи
| - Mark E Smith — вокал - Brix Smith — гитара, вокал - Craig Scanlon — гитара - Steve Hanley — бас-гитара - Simon Wolstencroft — ударные - Dave Bush — клавишные - Karl Burns — ударные, гитара, вокал - Lucy Rimmer — вокал (трек 5) | - Продюсеры — Mark E Smith, Mike Bennett - Оформление обложки — Pascal Le Gras - Дизайн — Ian Baldwin - Фотографии — Valerie Philips |  |